# ZZ Ceti-variabel
ZZ Ceti-variabeln (ZZA) är en typ av pulserande vita dvärgar. Variabeltypen bildar en undergrupp med spektraltypen DA och absorptionslinjer enbart av väte.
En undergrupp till ZZ Ceti-variablerna bildar GW Librae-variablerna som dessutom har absorptionslinjer av helium i sina spektra och har små ljusvariationer som kan verka konstanta över några dygn, men som under en längre tidsperiod kan uppvisa relativt stora amplituder.
Prototypstjärnan ZZ Ceti har visuell magnitud +14,13 och varierar i amplitud med 0,03 magnituder och en period av 0,0024664 dygn eller 3,5516 minuter.